# Тамара де Лемпицка
Тамара де Лемпицка, с истинско име Тамара Росалия Гурвич-Гурска (на полски: Tamara Rosalia Gurwicz-Górska) е полска художничка, работила в стила ар деко.

## Биография
Отраснала е в семейство на полякиня и руски евреин. Изключително влияние върху развитието ѝ като личност изиграва богатата ѝ баба Клементина, с която обикаля Италия и стига до Монте Карло, където Клементина „превзема“ казината. По време на тези ваканции се запознава с ренесансовото изкуство на големите майстори, чиито картини разглежда във Флоренция, Рим и Венеция.  Влиянието на тези произведения личи в първите два периода от творчеството на Лемпицка.  Проявява се в използването на чисти цветове, точността на рисунъка, драпериите и сенките. 
След смъртта на баба си Тамара се премества в Санкт Петербург в къщата на леля си. В Петербург през 1916 се омъжва за юриста Тадеуш Лемпицки, син на племенницата на Циприан Камил Норвид. По време на Октомврийската революция Тадеуш Лемпицки е арестуван от болшевиките. За да освободи съпруга си, тя търси помощ от шведския консул, който след това ѝ помага и да избяга от Русия. Среща се със съпруга си в Копенхаген и двамата заживяват в Париж. Париж е мястото, където Тамара намира пътя си на реализация. Учи се при постимпресиониста Морис Денис, от когото взима наситените цветове, и неокубиста Андре Лоте, от когото наследява геометричните, изчистени линии. През 1922 г. прави първата си изложба. Това е най-характерният период на творчеството на Лемпицка. Тя рисува идеализирани портрети и актове с леко кубични форми и наситени цветове. От този период е и автопортретът ѝ „Тамара в зелено Бугати“  (Tamara w zielonym Bugatti), предназначен за корицата на списание „Die Dame” и смятан за една от типичните картини на стила ар деко.
През 1927 се развежда, а няколко години по-късно изпада в депресия. Към началото на 30-те години на XX век става известна художничка, рисува портрети на хора от висшето общество. Картините ѝ се продават като топъл хляб, тя фигурира на кориците на списания. През 1934 се омъжва за втори път за богат колекционер, барон Раул Куфнер и през 1939 г. двамата се преместват в САЩ. През 1941 г. в Ню Йорк реализира изложба, посветена на религиозни теми и на „обикновените хора“, която се оказва провал.
Животът ѝ, както и творбите ѝ са част от един свят от луксозни хотели, скъпи коли, бисексуални връзки, приятелства с известни имена (например Грета Гарбо), блясък, който прикрива депресията, злоупотреба с кокаин, трудни взаимоотношения в семейството, както и, през последните години, самотата. Приятели, любовници, както и дъщеря ѝ (с която са в обтегнати отношения до края на живота и) са някои от моделите за картините ѝ.

## Наследство
Американската певица Мадона е почитател и колекционер на творбите на Лемпицка. Мадона използва творби на Лемпицка в музикалните клипове на песните си „Open Your Heart“ (1987), „Express Yourself“ (1989), „Vogue“ (1990) и „Drowned World/Substitute for Love“ (1998). Използвала е картини на Лемпицка и за декорите на своите световни турнета през 1987 г. (Who's That Girl) и през 1990 г. (Blond Ambition).
Други видни колекционери на Лемпицка са актьорът Джак Никълсън и певицата и актриса Барбра Страйсънд.
Репродукции на картини на Лемпицка са използвани за кориците на издания в Обединеното кралство на романите на Айн Ранд „Атлас изправи рамене“ и „Изворът“.